# Nick McCabe
Nick McCabe (Haydock, Lancashire; 14 de julio de 1971) es un guitarrista inglés. Su estilo musical incluye desde el britpop hasta el rock.
Fue, entre los años 1989 y 1999, guitarrista de la banda británica The Verve. Su mayor éxito con la misma fue la canción Bitter Sweet Symphony. A partir del año 1999 y hasta 2007 ha trabajado en diferentes proyectos, incluyendo colaboraciones con John Martyn y con la banda The Music.
En 2007, ocho años después de su separación, volvió a reunirse con The Verve para grabar un nuevo álbum. Este álbum, Forth, salió a la venta en agosto de 2008.

## Biografía
Nick McCabe es el menor de tres hermanos. Creció influenciado por diferentes clases de música hasta que, tras terminar el colegio, conoció a Richard Ashcroft. Según Ashcroft, "McCabe podía hacer que la guitarra hablara". Junto con Simon Jones y Peter Salisbury, Ashcroft y McCabe formaron The Verve. Posteriormente se uniría Simon Tong.

### The Verve (1989-1999)
Su álbum debut A Storm in Heaven fue lanzado en 1993. Durante la gira por los Estados Unidos para apoyar su LP, Ashcroft fue hospitalizado después de haber sufrido una severa deshidratación por el abuso de drogas previa a un concierto.
En el mismo año, la banda fue forzada a cambiar su nombre después de una batalla con una compañía americana también llamada Verve. Se convirtieron en The Verve. Luego, en 1995, lanzaron su álbum A Northern Soul.
La siguiente gira por los Estados Unidos fue un gran éxito, pero unas semanas antes de su regreso al Reino Unido, surgieron noticias impactantes: la banda se estaba disolviendo.
Tres semanas después, Ashcroft se había juntado con Salisbury, Jones y Tong para intentar superar sus problemas. Al principio McCabe no se reunió debido a conflictos con Ashcroft, pero luego lograron superarlos y McCabe regresó para comenzar a grabar nuevas canciones.
En junio de 1997, The Verve alcanzó gran éxito con su álbum Urban Hymns, llegando tres veces a listas Top Ten con los éxitos: Bitter Sweet Symphony, The Drugs Don’t Work y Lucky Man.
En abril de 1999, The Verve tuvo su separación, después de que McCabe dejara la banda por una disputa con Ashcroft.

### Carrera solista (1999-2007)
Musicalmente, McCabe ha expresado su afinidad hacia los sintetizadores y el rock psicodélico, utilizando en sus presentaciones la combinación de pedales y amplificadores de manera de lograr este tipo de sonido.
Tras la disolución de The Verve, McCabe tuvo participación en diferentes proyectos. Entre los mismos se destacan su aparición en The Beta Band en 1997, en la banda Mellow en 1999, junto a Iain Banks en 2000 y en el proyecto Neotropic en 2001.
Posteriormente trabajaría con John Martyn y junto a la banda The Music.

### Reunión con The Verve (2007)
En 2007, ocho años después de su separación, volvió a reunirse The Verve para grabar un nuevo álbum. Con la presencia de sus cuatro integrantes originales (Richard Ashcroft, Nick McCabe, Simon Jones y Peter Salisbury) y la ausencia del posteriormente incorporado Simon Tong, la banda comenzó en el mes de junio a grabar nuevo material en un estudio de Londres.
Durante 2008, The Verve realizó una gira que los llevó por los Estados Unidos y el Reino Unido. A finales de dicho año, la banda encabezaría el festival Glastonbury 2008.
En 2009 se conoce la noticia de que The Verve se separa por tercera vez, debido a que según McCabe, Richard Ashcroft estaba usando la reunión como vehículo para reforzar su carrera como solista.

### Black Submarine (2009-)
McCabe junto con el bajista de The Verve Simon Jones, desde entonces han lanzado su propio proyecto, The Black Ships, junto con el violinista y arreglista Davide Rossi y el baterista Mig Schillace.
La banda ahora se llama "Black Submarine".

### Vida privada
Nick tiene dos hijos, una hija producto de una relación anterior llamada Elly nacida en 1993, la cual al igual que su padre también se dedica a la música , y un hijo nacido en 2009 con su actual pareja Caron Malcolm.

## Estilo musical
Nick McCabe posee un estilo musical basado en el uso de amplificadores y pedales, logrando un sonido similar al de un sintetizador. Ha sido influenciado por corrientes psicodélicas, rock alternativo e incluso influencia country. En su etapa solista, McCabe produjo material ambient, influenciado por el productor Brian Eno.